# Кочубеевская волость
Кочубеевская волость (Орлафская, Орлофская) — административно-территориальная единица Херсонского уезда Херсонской губернии.

## Характеристика
По состоянию на 1886 год состояла из 12 поселений, 12 сельских общин. Население 2274 человека (1190 мужского пола и 1084 женского), 411 дворовых хозяйств.
Поселения волости:
- Тиге — колония немцев в 110 верстах от уездного города, 176 человек, 27 дворов, лютеранский молитвенный дом, школа.
- Александрфельд — колония немцев, 206 человек, 40 дворов, школа.
- Алтонов — колония немцев, 151 человек, 34 двора, школа.
- Блюменорт — колония немцев, 214 человек, 39 дворов, школа.
- Гнаденфельд — колония немцев при реке Ингулец, 145 человек, 23 двора, школа.
- Мюстерберг — колония немцев при реке Ингулец, 201 человек, 31 двор, школа.
- Николайфельд — колония немцев, 165 человек, 28 дворов, школа, лавка.
- Ново-Гальбштадт — колония немцев, 194 человека, 40 дворов, школа.
- Ново-Шензе — колония немцев, 211 человек, 40 дворов, школа.
- Орлаф — колония немцев, 226 человек, 40 дворов, школа.
- Розенорт — колония немцев при реке Ингулец, 166 человек, 29 дворов, школа.
- Фриденфельд — колония немцев, 219 человек, 40 дворов, школа.

| Собственость   | Площадь (в т. ч. пахотной) |
| -------------- | -------------------------- |
| Сельских общин | 20 434 (10 847)            |
| Всего          | 20 434 (10 847)            |